# دوسلدورف-لودنبرگ
دوسلدورف-لودنبرگ (به آلمانی: Ludenberg) یک منطقهٔ مسکونی در آلمان است که در District 7 (Düsseldorf) واقع شده‌است.